# Giacomo De Palma
Giacomo De Palma (Frosinone, 26 novembre 1899 – 24 maggio 1976) è stato un avvocato e politico italiano.
È stato deputato all'Assemblea Costituente, e deputato alla Camera nella I legislatura.